# Arroyo Vera
El Arroyo Vera es un curso de agua uruguayo que atraviesa el departamento de  Soriano perteneciente a la cuenca hidrográfica del Río de la Plata.
Nace en la Cuchilla Navarro y desemboca en el río Negro tras recorrer alrededor de 21 km.